# Petztoj
Petztoj är en ort i Mexiko.   Den ligger i kommunen Zinacantán och delstaten Chiapas, i den sydöstra delen av landet, 700 km öster om huvudstaden Mexico City. Petztoj ligger 1 781 meter över havet och antalet invånare är 476.
Terrängen runt Petztoj är huvudsakligen kuperad, men söderut är den bergig. Runt Petztoj är det ganska tätbefolkat, med 139 invånare per kvadratkilometer. Närmaste större samhälle är San Cristóbal de las Casas, 15,0 km öster om Petztoj. I omgivningarna runt Petztoj växer huvudsakligen savannskog.